# Курська битва
Би́тва на Ку́рській дузі́ або Ку́рська би́тва, що тривала з 5 липня по 23 серпня 1943 року, є однією з ключових битв Другої світової війни. Є третьою найбільшою битвою в історії з застосуванням бронетанкових сил — після Лепельського контрнаступу в липні 1941 року та танкової битви в районі Броди-Дубно-Луцьк в червні 1941 року. У радянській історіографії прийнято розділяти битву на три частини: Курську оборонну операцію (5-23 липня); Орловську (12 липня — 18 серпня) і Бєлгородсько‑Харківську (3-23 серпня) наступальні операції.

## Передумови
У ході зимового наступу Червоної армії і контрнаступу вермахту, на сході України у центрі радянсько-німецького фронту утворився виступ завглибшки до 150 і шириною до 200 кілометрів, обернений у західний бік (так звана «Курська дуга»). Німецьке командування ухвалило рішення провести стратегічну операцію на Курському виступі. Для цього була розроблена і в квітні 1943 року затверджена військова операція під кодовою назвою «Цитадель». Маючи відомості про підготовку німецьких військ до наступу, Ставка Верховного Головнокомандування ухвалила рішення тимчасово перейти до оборони на Курській дузі і в ході оборонної битви знекровити ударні угрупування ворога і цим створити сприятливі умови для переходу радянських військ в контрнаступ, а потім в загальний стратегічний наступ.

## Сили сторін
Для проведення операції «Цитадель» німецьке командування зосередило на ділянці 50 дивізій, зокрема 18 танкових і моторизованих. Угрупування налічувало, за даними радянських джерел, близько 900 тис. чоловік, до 10 тис. гармат і мінометів, близько 2,7 тис. танків і більше 2 тис. літаків. Повітряну підтримку німецьким військам надавали сили 4-го і 6-го повітряних флотів.
Ставка ВГК до початку Курської битви створила угрупування (Центральний і Воронезький фронти), що мало більше 1,3 млн чоловік, до 20 тисяч гармат і мінометів, більше 3300 танків і САУ, 2650 літаків. Війська Центрального фронту (командувач — генерал армії Костянтин Рокоссовський) обороняли північний фланг Курського виступу, а війська Воронезького фронту (командувач — генерал армії Микола Ватутін) — південний фланг. Війська, що займали виступ, спиралися на Степовий фронт у складі стрілецького, 3-х танкових, 3-х моторизованих і 3-х кавалерійських корпусів (командувач генерал-полковник Іван Конєв). Координацію дій фронтів здійснювали представники Ставки Маршали Радянського Союзу Георгій Жуков і Олександр Василевський.

## Початок німецького наступу
5 липня 1943 року німецькі ударні угрупування за планом операції «Цитадель» почали наступ на Курськ з районів Орла і Бєлгорода.
Про початок операції радянському командуванню було відомо заздалегідь, і ще перед початком німецької артпідготовки запрацювала радянська артилерія. Це зсунуло початок німецького наступу на кілька годин.
З боку Орла наступало угрупування під командуванням генерал-фельдмаршала Гюнтера Ганса фон Клюге (групи армій «Центр»), з боку Білгорода — угрупування під командуванням генерал-фельдмаршала Еріха фон Манштейна (оперативна група «Кемпф» групи армій «Південь»).
Завдання відбити наступ з боку Орла було покладене на війська Центрального фронту, з боку Бєлгорода — Воронезького фронту.
На північному фланзі дуги німецький наступ захлинувся, в той час як на південному фланзі дуги наступ розвивався успішніше, але й тут просування вперед йшло з великими втратами з обох боків. З огляду на це Манштейн змінив напрямок удару з півночі на північний схід.

## Прохорівка
12 липня у районі залізничної станції Прохорівка за 56 кілометрів на північ від Бєлгорода відбулася велика зустрічна танкова битва Другої світової війни — битва між танковим угрупуванням німців (оперативна група «Кемпф») і радянськими військами, що завдавали контрудару. Радянська історія говорить про бій до 1200 і навіть 1500 танків і самохідних установок з обох боків в битві. Однак ретельне вивчення документів показує, що це звичайна фальсифікація радянської пропаганди: обидві сторони разом мали не більше 500 танків, причому німці мали на 50 більше, включно з 1 Pz VI Tiger. Запекла битва тривала весь день, до вечора танкові екіпажі разом з піхотою билися врукопаш. Німцям удалося перемогти, оскільки поле бою залишилося за ними, але не вдалося здійснити основну свою задачу: просунутися на оперативний простір наступу, зокрема, в саму Прохоровку вони не увійшли. Радянські втрати в битві значно перевищили німецькі, вони склали понад 170—180 танків, оскільки німці мали можливість вивести пошкоджені танки з поля бою, тому німецькі військові історики говорить лише про два безповоротно втрачені танки легких застарілих конструкцій; хоч імовірно, втрати були більшими. Усі радянські танки німці підірвали чи розібрали на сувеніри.
Сталін, роздратований великими втратами в бою, наказав створити комісію, щоб покарати винних. Але подальші військові успіхи, очевидно, пом'якшили серце «вождя», і до наміру покарати керівництво він вже не повертався.
Не існує жодного кадру кінохроніки або фотознімку, зробленого в ході битви під Прохоровкою або відразу після бою на цьому полі. Це пов'язано з тим, що всі фото- і кінокореспонденти були допущені тільки на північний фланг Курської дуги. А масовий радянський читач про битву під Прохоровкою дізнався тільки в 1953 році, після виходу у світ книги «Курська битва» І.Маркіна (Військове вид-во, 1953 р.)

## Радянський наступ
Стратегічна ситуація на фронті змінилася: в Сицилії висадилися союзники, і Гітлер вважав за доцільніше надати допомогу своїм італійським союзникам, оскільки британо-американський наступ в Сицилії становив реальну загрозу для Рейху, а з наступом на Москву можна було зачекати. Тож німці були вимушені перейти до оборони. Найбоєздатніші танкові частини були зняті зі східного фронту і відправлені на середземноморський театр військових дій.
12 липня війська Брянського, Центрального і лівого крила Західного фронтів почали операцію «Кутузов», що мала мету розгромити орловське угрупування супротивника. 13 липня війська Західного і Брянського фронтів прорвали німецьку оборону на болховському, хотинецькому і орловському напрямах і просунулися на глибину від 8 до 25 км. 16 липня війська Брянського фронту вийшли на рубіж річки Олешня, після чого німецьке командування розпочало відведення своїх головних сил на вихідні позиції. До 18 липня війська правого крила Центрального фронту повністю ліквідовували клин супротивника на курському напрямі. Цього ж дня в битву були введені війська Степового фронту, які почали переслідування супротивника, що повертався на початкові позиції.
Розвиваючи наступ, радянські сухопутні війська, підтримані з повітря ударами сил 2-ї і 17-ї повітряних армій, а також авіацією дальньої дії, до 23 серпня 1943 року відкинули супротивника на захід на 140—150 км, оволоділи Орлом, Білгородом і Харковом.
За даними радянських джерел, вермахт втратив в Курській битві 30 дивізій, зокрема 7 танкових, понад 500 тисяч солдатів і офіцерів, 1,5 тисячі танків, більше 3,7 тисяч літаків, 3 тисяч гармат. Втрати радянських військ перевершили німецькі: вони склали 863 тис. чоловік. Під Курськом Червона Армія втратила близько 6 тис. танків.
Після Курської битви співвідношення сил на фронті різко змінилося на користь Червоної Армії, що забезпечило їй сприятливі умови для розгортання загального стратегічного наступу.
Увечері 5 серпня 1943 року в Москві вперше прогримів артилерійський салют на честь звільнення Орла і Білгорода (12 залпів з 120 гармат).

## Причини поразки Третього Райху
- Зволікання з початком операції «Цитадель» — операція переносилася двічі: з травня на червень і з червня на липень 1943 року. Згідно з думками істориків саме останнє відтермінування унеможливило виконання поставлених цілей[2]. Зволікання мало на меті доукомплектування німецьких військ сучасною зброєю, зокрема танками Тигр і Пантера і самохідними артилерійськими установками Фердинанд та досягнення переваги у кількості важкої техніки над Совєтами[2].
- Висадка союзників на Сицилію в липні 1943 року — висадка союзників на Сицилію змусила Адольфа Гітлера перекинути відчутну частину своїх військ зі Східного Фронту до Італії та Балканів, що в підсумку невдовзі призвело до скасування німецького наступу під Курськом[2].
- Контрнаступ совєтських військ у Брянській, Орловській та Курській областях (Орловська операція), який загрожував німецьким військам на півночному фасі Курського виступу та Міуська і Ізюм-Барвінківська операції, які розпочалися 17 липня 1943 року, ставлячи під удар правий фланг групи армій Еріха фон Манштейна[2].

Усі зазначені вище події спричинили розосередження та розтягнення сил Третього Райху з Курського напрямку на інші ділянки Східного Фронту — 18 липня 1943 року в район міста Сталіно (сучасний Донецьк) було перекинуто один з найбоєздатніших підрозділів СС — 2-й танковий корпус; та Західного Фронту — в серпні 1943 року з Донбасу до Італії передислоковано елітну 1-шу танкову дивізію Лейбштандарте-СС «Адольф Гітлер». В підсумку перестановки та перерозподіл німецьких військ закінчилися втратою ініціативи та переходом до оборони на більшості фронтів, на яких до початку операції «Цитадель» відбувався стабільний контроль або наступ Третього Райху.